# 绰斯甲土司
绰斯甲土司（藏語：ཁྲོ་སྐྱབས།，威利转写：khro skyabs），又称绰斯甲布土司，是清朝至中华民国大陆时期的一个世袭嘉绒人土司，为嘉绒十八土司之一，辖境在四川省阿坝藏族羌族自治州金川县、壤塘县以及甘孜州色达县等县一带。其治所位于金川县观音桥镇。绰斯甲土司和大金川土司是嘉绒地区苯教的重要支持者。
根据当地民间传说，很早以前天神与仙女生下了花蛋，花蛋孵出的儿子来到绰斯甲一带当了国王。花蛋之子又与当地人生下了三个儿子，长子为绰斯甲土司之祖、次子为沃日土司之祖、次子为革什咱土司之祖。
1700年（康熙三十九年），其首领索郎罗布归附清朝，被授予安抚司官职。后来大金川土司势力崛起，侵凌周边各土司领地。绰斯甲土司成为大金川土司的重要笼络对象，与其大金川土司联姻。绰斯甲土司雍中旺尔结是大金川土司莎罗奔的外甥，两路经常联合行动攻伐周边土司。1747年（乾隆十二年），清军派大军攻打大金川。在张广泗的离间下，雍中旺尔结撤军并宣布效忠于清廷，但仍受清廷防备。后来，绰斯甲土司作为中间人，促使双方罢兵，莎罗奔在雍中旺尔结的陪同下向清廷投降。
在郎卡继任大金川土司之后，绰斯甲与大金川因土地纠纷而交恶。1747年，绰斯甲土司率领梭磨、松岗、卓克基、丹坝、巴旺、革什咱、沃日、瓦寺九土司在清廷的支持下，联合对大金川发起进攻。在第二次金川之役中，绰斯甲土司雍中旺尔结积极支持清朝，在战斗中出力甚多。乾隆帝非常满意，特传谕嘉奖。1776年（清乾隆四十一年），因出师大金川助战有功，被列为平金川后五十功臣之一，图形紫光阁，乾隆帝颁给绰斯甲宣抚司印信号纸。其孙工噶旺尔极（工噶郎尔结）在任期间，清廷赠与绰斯甲土司“工噶郎尔结大老爷奉旨永袭宣抚司”的牌匾，该牌匾至今仍悬于土司官寨上。
绰斯甲土司至民国时期仍然存在。1950年，国军胡宗南部的一三四师师长李福熙被解放军击败，逃到绰斯甲，获得末代土司纳坚赞（斯葛绒甲穆参）的接待。同年，中统成都稽查处长周迅予逃到入绰斯甲，委任纳坚赞为“川康边区人民反共救国军总指挥部直属纵队司令”。1951年初，纳坚赞派二头人郭逢春（额拉惹·择克生）和长征期间遗散在绰斯甲的红军战士李春芳一起前往川西，欢迎解放军进驻绰斯甲。1953年，纳坚赞当选为绰斯甲行委会主任。在土地改革运动中，纳坚赞于1954年9月宣布减免群众对土司的“官粮”负担。1955年7月，他同意中共绰斯甲工委废除土司头人粮差制度的决定，主动放弃土司之位，自此绰斯甲土司灭亡。

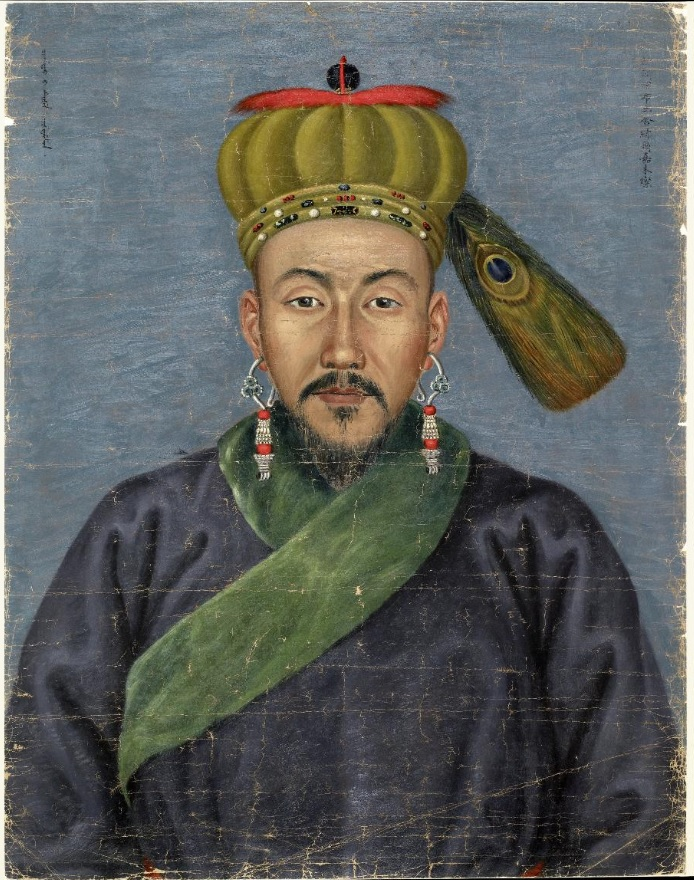
綽斯甲布土舍綽爾嘉木燦畫像

## 历任土司
- 克罗斯甲布
- 琼帕克武
- 绰斯甲
- 阿尔世居
- 木赖克
- 尔克什
- 斯道克拉甲布
- 克武钵
- 阿葛尔底
- 美旺攸拍
- 玛葛尔
- 底日加尔
- 绰武日加尔
- 旺普
- 斯丹增日加众
- 杂可穆尔武
- 葛拉白
- 雍中钵
- 斯丹增
- 葛尔纳尔武
- 兹格拉穆
- 南木喀斯丹增
- 葛拉些日加尔
- 思纳木雍中
- 纳武日加尔
- 南木喀日加尔
- 雍中斯丹增
- 执喀日加尔
- 拉旺斯丹增
- 南木克旺执克
- 思纳穆斯甲布
- 鄂松
- 资立（索郎罗布）
- 訾日丹卜麦尔
- 雍中旺尔吉（雍中旺尔结）
- 纳尔武斯丹增
- 工噶旺尔极（工噶郎尔结）
- 苍旺南木喀
- 斯噶绒纳木加尔
- 拉旺纳尔武
- 斯葛绒甲穆参（纳坚赞）